# ACリベルタス
ACリベルタス（イタリア語: Associazione Calcio Libertas）は、サンマリノのボルゴ・マッジョーレをホームタウンとするサッカークラブ。サンマリノで最も古いサッカークラブである。

## タイトル
- カンピオナート・サンマリネーゼ：1回
  - 1995-96
- コッパ・ティターノ：11回
  - 1937, 1950, 1954, 1958, 1959, 1961, 1987, 1989, 1991, 2006, 2013-14
- トロフェオ・フェデラーレ：4回
  - 1989, 1992, 1996, 2014